# IMac (Intel)
iMac és una sèrie d'ordinadors d'escriptori Apple Macintosh oferts per Apple Inc. Les actuals característiques de l'Apple iMac un processador Intel Core 2 Duo, gràfics integrats NVIDIA GeForce 9400M o NVIDIA GeForce GT 120 amb opcions d'actualització a la GT 130 o ATI Radeon HD 4850 (únicament al model de 24"), i la selecció d'una pantalla LCD de 20" o 24", ambdós amb abrillantador.
Metres els anteriors models de l'iMac tenien un encapsulament policromat com el iMac G5, l'actual generació de iMac té una forma d'encapsulament similar al Cinema Display d'Apple i que recorden l'estil de l'iPhone. La part de davant està feta d'una sola peça d'alumini amb una placa de vidre que cobreix el monitor, mentre que la part de darrere està feta amb un plàstic de color negre.

## Història

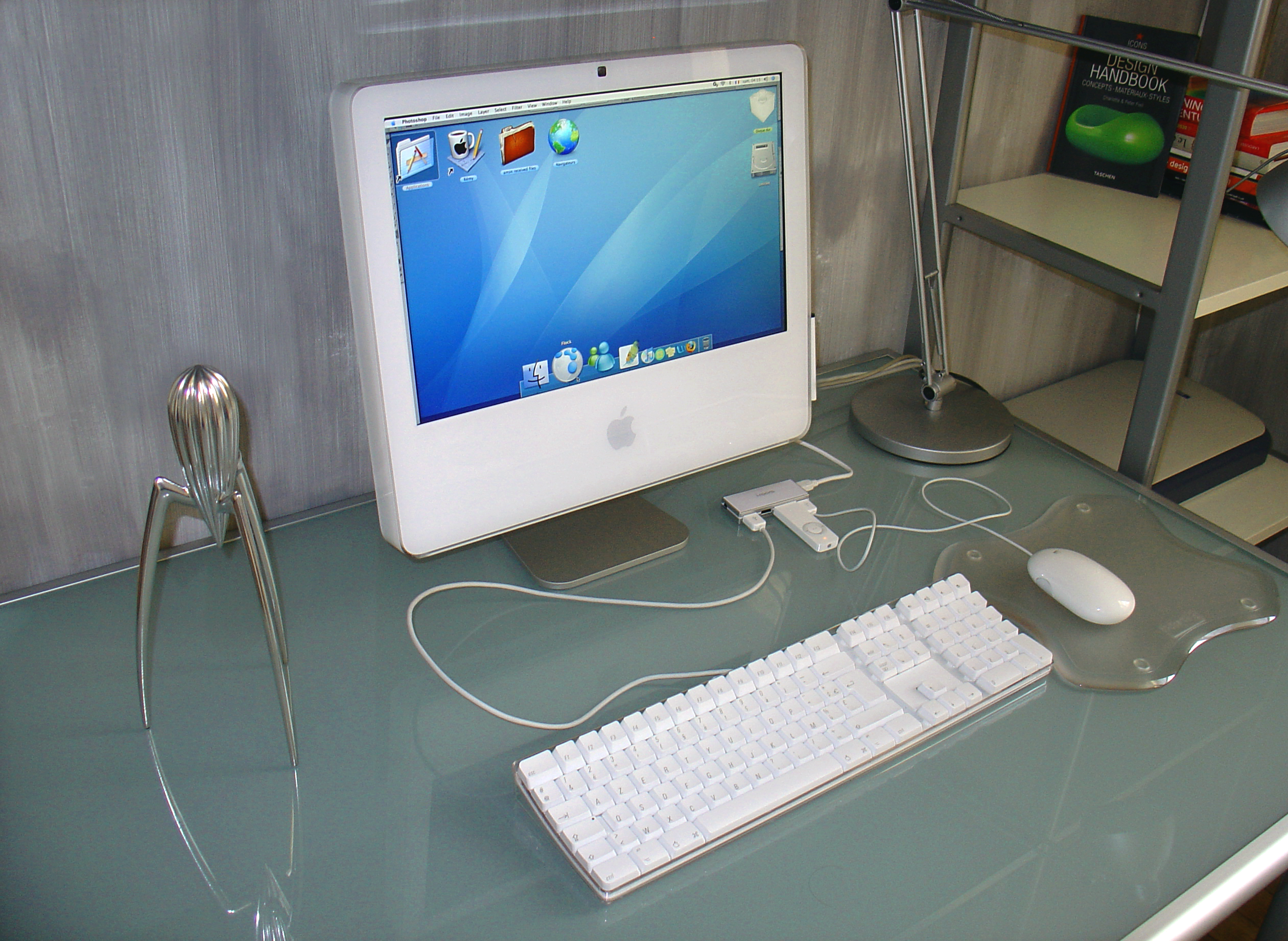
17" iMac policarbonat

A la Macworld Conference and Expo del 10 de gener de 2006, Steve Jobs va anunciar que el nou iMac podria ser el primer Apple Macintosh a utilitzar una CPU Intel, el Core Duo. Les característiques, preu, i el tipus de disseny va mantenir-se a partir del iMac G5. La velocitat del processador, d'acord amb les proves SPEC realitzades per Apple, es va declarar dos o tres cops més ràpid.
Juntament amb el MacBook Pro, el iMac Core Duo representa el primer ordinador d'Apple amb característiques de processador Intel en lloc dels processadors PowerPC, una transició que va ser completada el Novembre de 2006. Des de la introducció del iMac Core Duo, el van seguir altres línies, incloent-hi la introducció del Mac mini potenciat amb Intel Core el 28 de febrer de 2006, la línia d'ordinadors potàtils MacBook el 16 de maig de 2006, el Mac Pro el 7 d'agost de 2006, i el Xserve el Novembre de 2006, completant la transició de la família de Macintosh cap als processadors de Intel.
Als voltants del Febrer del 2006, Apple va confirmar els informes dels problemes als monitors de vídeo als seus nous iMacs basats amb Intel. Quan es reprodueix un vídeo al navegador multimèdia Front Row d'Apple, alguns iMacs de 20" (aquells construïts per tal d'actualitzar les targetes gràfiques) mostraven línies horitzontals aleatòries, ombres, neu i altres problemes. El problema es va solucionar amb una actualització de programari.
A finals del 2006, Apple va introduir una nova versió del iMac que incloïa un Core 2 Duo a un preu més econòmic. Apple va afegir el nou model de 24" amb una resolució de 1920×1200 (WUXGA), convertint-lo amb el primer iMac capaç de mostrar continguts 1080 HD amb tota la seva resolució, i un VESA Flat Display Mounting Interface. Excepte pel model de 17" amb processador a 1.83 GHz, Aquesta versió també incloïa una targeta 802.11n.
El iMac actual s'envia amb el Mighty Mouse, Apple Keyboard, Bluetooth i targetes AirPort, una càmera iSight interna, i un cable d'alimentació. També estan disponibles a un preu addicional un mòdem, Apple Remote, i un teclat i ratolí sense fils Bluetooth.

## Especificacions

### iMac policarbonat
| Component                          | Intel Core Duo                                                                          | Intel Core 2 Duo |
| Model                              | iMac (Voltants del 2006)                                                                | iMac (Finals del 2006) |
| ---------------------------------- | --------------------------------------------------------------------------------------- | --- |
| Encapsulat                         | Policarbonat blanc                                                                      | Policarbonat blanc |
| Monitor (tots pantalla panoràmica) |                                                                                         | |
| 20" pantalla matte, 1680 x 1050    |                                                                                         | |
| 24" no disponible                  | 24" pantalla matte, 1920 x 1200                                                         | |
| Gràfics                            | ATI Radeon X1600 amb 128MB SDRAM GDDR3 Opcional 256MB al model de 20"                   | Intel GMA 950 amb 64 MB compartida amb la memòria principal (17" de gamma baixa solament) ATI Radeon X1600 amb 128 MB SDRAM GDDR3(17" de gamma alta i 20") nVidia GeForce 7300GT amb 128 MB SDRAM GDDR3 (24" solament) Opcional nVidia GeForce 7600GT amb 256 MB SDRAM GDDR3 (24" solament)     |
| Disc dur¹ Serial ATA 7200-rpm      | 160Gigabyte o 250GB Opcional 500GB                                                      | 160Gigabyte o 250GB Opcional 500GB |
| Processador                        | 1.83 GHz or 2.0GHz Intel Core Duo amb 2 MB de memòria cache L2 integrades               | 1.83 GHz Core 2 Duo amb 2 MB de memòria cache L2 integrada (17" de gamma baixa solament) 2.0 GHz (17" de gamma alta solament) o 2.16 GHz Core 2 Duo (20" i 24" solament) amb 4 MB de memòria cache L2 integrades Opcional 2.16 GHz (17" de gamma alta solament) o 2.33 GHz (20" i 24" solament) |
| Memòria                            | 512 MB (dos 256 MB) de 667 MHz SDRAM DDR2 SO-DIMM PC2-5300 Ampliables a 2 GB            | 512 MB (dos 256 MB) o 1 GB (dos 512 MB) 667 MHz SDRAM DDR2 SO-DIMM PC2-5300 Ampliables a 3GB |
| AirPort Extreme                    | Integrada 802.11a/b/g                                                                   | Integrada 802.11a/b/g i draft-n (n deshabilitat per defecte)² |
| Unitat combo³                      | Unitat combo no disponible                                                              | Unitat combo de 24x (17" de gamma baixa solament) |
| Internal slot-loading SuperDrive³  | Ranura de càrrega SuperDrive 8x amb 2.4x double-layer recording (DVD+R DL/DVD±RW/CD-RW) | Ranura de càrrega SuperDrive 8x amb 2.4x double-layer recording (DVD+R DL/DVD±RW/CD-RW) |

### iMac d'alumini
| Component                                                  | Intel Core 2 Duo | Intel Core 2 Duo | Intel Core 2 Duo |
| Model                                                      | iMac (Meitat 2007) | iMac (Meitat 2008) | iMac (Voltants del 2009) |
| ---------------------------------------------------------- | --- | --- | --- |
| Encapsulat                                                 | Alumini i vidre | Alumini i vidre | Alumini i vidre |
| Monitor (tots pantalla panoràmica)                         | | | |
| 20" amb coberta de pantalla de vidre brillant, 1680 x 1050 | | | |
| 24" amb coberta de pantalla de vidre brillant, 1920 x 1200 | | | |
| Gràfics                                                    | ATI Radeon HD 2400 XT amb 128MB SDRAM GDDR3 (20" solament) ATI Radeon HD 2600 PRO amb 256MB SDRAM GDDR3                             | ATI Radeon HD 2400 XT amb 128MB SDRAM GDDR3 (20" solament) ATI Radeon HD 2600 PRO amb 256MB SDRAM GDDR3 nVidia GeForce 8800 GS amb 512MB SDRAM GDDR3 (24" solament) | nVidia GeForce 9400M amb 256MB compartides amb la memoòria principal (20" i low-end 24" solament) nVidia GeForce GT 120 amb 256MB SDRAM GDDR3 (24" solament) Opcional nVidia GeForce GT 130 amb 512MB SDRAM GDDR3 (24" solament) o ATI Radeon HD 4850 amb 512MB SDRAM GDDR3 (24" solament) |
| Disc dur¹ Serial ATA 7200-rpm                              | 250GB (20" solament) o 320 GB Opcional 500 GB, 750 GB, o 1 TB                                                                       | 250GB (20" solament) o 320 GB Opcional 500 GB, 750 GB, o 1 TB | 320 GB (20" solament), 640 GB o 1 TB (24" solament) Serial ATA Opcional 640 GB o 1 TB |
| Processador                                                | 2.0 GHz (20" only) o 2.4 GHz Intel Core 2 Duo amb 4 MB de memòria cache L2 integrada Opcional 2.8 GHz Core 2 Extreme (24" solament) | 2.4 GHz o 2.66 GHz Core 2 Duo amb 6 MB de memòria cache L2 integrada (20" only) 2.8 GHz o 3.06 GHz Core 2 Duo amb 6 MB de memòria cache L2 integrada (24" solament) | 2.66 GHz Core 2 Duo amb 6 MB de memòria cache L2 integrada 2.93 GHz o 3.06 GHz Core 2 Duo (24" solament) amb 6 MB de memòria cache L2 integrada |
| Memòria                                                    | 1 GB (dos 512 MB) o 2 GB (dos 1 GB) de 667 MHz SDRAM DDR2 SO-DIMM PC2-5300 Ampliables a 4 GB                                        | 1 GB (dos 512 MB) o 2 GB (dos 1 GB) de 800 MHz SDRAM DDR2 SO-DIMM PC2-6400 Ampliables a 4GB                                                                         | 2 GB (dos 1 GB) o 4 GB (dos 2 GB) de 1066 MHz SDRAM DDR3 SO-DIMM PC2-6400 Ampliables a 8 GB |
| AirPort Extreme                                            | Integrada 802.11a/b/g i draft-n (n permès)                                                                                          | Integrada 802.11a/b/g i draft-n (n permès) | Integrada 802.11a/b/g i draft-n (n permès) |
| Ranura de càrrega interior SuperDrive³                     | Unitat SuperDrive de doble capa de 8x (DVD±R DL/DVD±RW/CD-RW)                                                                       | Unitat SuperDrive de doble capa de 8x (DVD±R DL/DVD±RW/CD-RW) | Unitat SuperDrive de doble capa de 8x (DVD±R DL/DVD±RW/CD-RW) |

- Notes:

¹Els disc durs llistats són configuracions disponibles d'Apple. Des que la configuració del disc dur pot ser feta per part de l'usuari, hi ha altres configuracions disponibles, incloent-hi la utilització d'unitats ràpides a 7200 rpm.

²La funcionalitat de Sense fils tipus N requereix l'encaminador sense fils AirPort Extremede tipus N, que conté el programari adequat per a ser instal·lat per habilitar la possibilitat de sense fils de tipus N al vostre iMac. Alternativament, el programari per habilitar-ho necessita ser comprat separadament d'Apple.

³La citació de velocitats d'unitats óptiques són la màxima per a cada unitat.